# Продвагон
«Продваго́н», «Товариство для торгівлі виробами російських вагонобудівних заводів» — синдикат російських вагонобудівних заводів.
Статут затверджений в червні 1904, почав діяти в серпні 1906. В 1907—1910 об'єднував усі 14 вагонобудівних заводів Російської імперії (крім Київського машинобудівного), котрі виготовляли вагони для казенних і приватних залізниць.
На долю «Продвагону» в 1909 припадало 90% загальної суми державних замовлень на вагони, в 1914 — 97%. Діяльність «Продвагона» в 1909 очолювалась Радою. Акції товариства були розподілені між контрагентами (основний капітал 400 тис. рублів). Синдикат діяв в тісному контакті з Комітетом по розподілу замовлень на рейки, скріплення і рухомий склад залізниць (1902—1914). Спільно з державними органами визначав спільний обсяг  виробництва і ціни на вагони синдикату.
В 1909—1913 і в період Першої світової війни 1914—1918 випуск вагонів був скорочений. Після Жовтневого перевороту 1917 «Продвагон» був ліквідований.